# Котлерман Самуїл Нутович
Самуїл Нутович Котлерман (3 грудня 1920, Одеса — 23 лютого 2006, Одеса) — радянський та український шахіст, шаховий тренер.

## Біографія
Самуїл Котлерман народився в Одесі. Закінчив Одеський державний університет імені І. І. Мечникова. За фахом — вчитель хімії.
Учасник німецько-радянської війни.
Самуїл Котлерман почав займатися шахами під керівництвом тренера Селіма Палавандова, який також тренував Сару Слободяник та Юхима Геллера.
У 1932 році Котлерман виграв свою партію у тодішнього чемпіона світу кубинця Хосе Рауля Капабланки під час сеансу одночасної гри, яку чемпіон провів у Воронцовському палаці.
У віці 15 років був учасником всесоюзного турніру школярів (7½ з 8 очок), отримав від головного судді Григорія Левендіша 2-у категорію. У 1938 році після перемоги у чемпіонаті Одеської області отримав 1-у категорію.
Чотириразовий чемпіон Одеси, дворазовий чемпіон Одеської області.
Багаторазовий учасник фінальних частинах чемпіонатів України, найкращий результат — дві бронзові нагороди 1947 (спільно з Юрієм Сахаровим) та 1948 років.
У 1947 році переміг на Всесоюзному турнірі майстрів і кандидатів у майстри, але кваліфікаційна комісія не присвоїла йому звання майстра спорту СРСР. У 1950, 1951 та 1953 роках грав у півфіналах чемпіонатів СРСР.
У складі збірної Української РСР грав у перших трьох командних чемпіонатах СРСР серед союзних республік. В його активі одна командна нагорода — бронза 1951 року, а також дві особисті нагороди — перше місце на 8-й шахівниці у 1951 році та третє місце на 5-й шахівниці у 1948 році. Окрім того, у 1952 році Самуїл Котлерман у складі ДСТ «Іскра» став переможцем першого командного Кубка СРСР, а також показав найкращий результат серед шахістів, які виступали на 6-й шахівниці.
Окрім основної роботи вчителем хімії в одеської середній школі № 8 (з 1955 року і до виходу на пенсію), Самуїл Котлерман також працював тренером та у період з 1947 по 1972 роки очолював шахову секцію Одеського палацу піонерів, серед його вихованців були майбутні гросмейстери Володимир Тукмаков, Костянтин Лернер, Лев Альбурт, Семен Палатник, Микола Легкий та Валерій Бейм, міжнародні майстри Юрій Гордіан, Михайло Васильєв, майстри Роман Пельц, Володимир Токарєв, Олександр Каміник.

## Турнірні результати

### Чемпіонати України
Самуїл Котлерман зіграв у 7 фінальних турнірах чемпіонатів України, набравши при цьому 62 очки зі 119 можливих (+42-37=40).
| Рік  | Місто           | Турнір                 | + | −  | = | Результат | Місце   |
| ---- | --------------- | ---------------------- | - | -- | - | --------- | ------- |
| 1938 | Київ            | 10-й чемпіонат України | 3 | 8  | 6 | 6 з 17    | 14 — 16 |
| 1939 | Дніпропетровськ | 11-й чемпіонат України | 6 | 3  | 6 | 9 з 15    | 4 — 5   |
| 1940 | Київ            | 12-й чемпіонат України | 5 | 10 | 2 | 6 з 17    | 16 — 17 |
| 1947 | Київ            | 16-й чемпіонат України | 9 | 4  | 3 | 10½ з 16  | — 4     |
| 1948 | Київ            | 17-й чемпіонат України | 8 | 2  | 8 | 12 з 18   | Bronze  |
| 1949 | Одеса           | 18-й чемпіонат України | 7 | 3  | 9 | 11½ з 19  | 6 — 9   |
| 1950 | Київ            | 19-й чемпіонат України | 4 | 7  | 6 | 7 з 17    | 14      |

### Інші турніри
| Рік  | Місто          | Турнір                                                  | + | − | = | Результат | Місце         |
| ---- | -------------- | ------------------------------------------------------- | - | - | - | --------- | ------------- |
| 1947 | Саратов        | Всесоюзний турнір кандидатів у майстри спорту           | 6 | 2 | 3 | 7½ з 1    | 1             |
| 1948 | Ленінград      | 1-й командний чемпіонат СРСР (зб. України, 5 шахівниця) | 4 | 1 | 1 | 4½ з 6    | 4 (ком) (інд) |
| 1950 | Київ           | Півфінал 18-го чемпіонату СРСР                          |   |   |   |           |               |
| 1951 | Тбілісі        | 2-й командний чемпіонат СРСР (зб. України, 8 шахівниця) | 4 | 0 | 1 | 4½ з 5    | (ком) (інд)   |
|      | Баку           | Півфінал 19-го чемпіонату СРСР                          |   |   |   |           |               |
| 1952 | Одеса          | 1-й кубок СРСР (ДСТ «Іскра», 6 шахівниця)               |   |   |   | 6 з 8     | (ком) (інд)   |
| 1953 | Ленінград      | 3-й командний чемпіонат СРСР (зб. України, 7 шахівниця) | 3 | 2 | 2 | 4 з 7     | 5 (ком)       |
|      | Ростов-на-Дону | Півфінал 21-го чемпіонату СРСР                          |   |   |   |           |               |

## Сім'я
- Дружина: Орлова Слава Аронівна — вчитель російської мови та літератури одеської середньої школи № 8;
- Донька: Котлерман Марина Самуїлівна — вчитель хімії одеської середньої школи № 8.